# Carlos Doriche
Carlos Alberto Doriche (San Miguel de Tucumán, Tucumán, 26 de octubre de 1980) es un exfutbolista argentino que jugaba como defensor.

## Trayectoria

### Atlético Tucumán
Doriche debutó con la camiseta de Atlético Tucumán en 1999. Carlos jugó en el decano hasta el año 2003.

### Ñuñorco
Para la temporada 2003/04 se mudó a Monteros y se unió a Ñuñorco. En el tigre disputó una temporada.

### Sportivo Patria
Para la temporada 2004/05 se sumó a Sportivo Patria. En su primera temporada con el equipo formoseño obtuvo el ascenso al Argentino A.

### Almirante Brown
En el año 2006 volvió a su provincia para jugar en Almirante Brown de Lules.

## Clubes
| Club             | País      |
| ---------------- | --------- |
| Atlético Tucumán | Argentina |
| Ñuñorco          | Argentina |
| Sportivo Patria  | Argentina |
| Almirante Brown  | Argentina |